# Chamusca e Pinheiro Grande
Chamusca e Pinheiro Grande (oficialmente: União das Freguesias de Chamusca e Pinheiro Grande) é uma freguesia portuguesa do município da Chamusca, com 67,1 km² de área e 3714 habitantes (censo de 2021). A sua densidade populacional é 55,4 hab./km².

## História
Foi constituída em 2013, no âmbito de uma reforma administrativa nacional, pela agregação das antigas freguesias de Chamusca e Pinheiro Grande e tem a sede em Chamusca.

## Demografia
A população registada nos censos foi:
| Distribuição da População por Grupos Etários | Distribuição da População por Grupos Etários | Distribuição da População por Grupos Etários | Distribuição da População por Grupos Etários | Distribuição da População por Grupos Etários | Distribuição da População por Grupos Etários |
| -------------------------------------------- | -------------------------------------------- | -------------------------------------------- | -------------------------------------------- | -------------------------------------------- | -------------------------------------------- |
| Antes da agregação                           |                                              |                                              |                                              |                                              |                                              |
| Ano                                          | 0-14 anos                                    | 15-24 anos                                   | 25-64 anos                                   | >= 65 anos                                   | Total                                        |
| 2001                                         | 601                                          | 650                                          | 2468                                         | 991                                          | 4710                                         |
| 2011                                         | 543                                          | 414                                          | 2280                                         | 1062                                         | 4299                                         |
| Após a agregação                             |                                              |                                              |                                              |                                              |                                              |
| Ano                                          | 0-14 anos                                    | 15-24 anos                                   | 25-64 anos                                   | >= 65 anos                                   | Total                                        |
| 2021                                         | 444                                          | 330                                          | 1859                                         | 1081                                         | 3714                                         |